# OverlayFS
OverlayFS je sjednocující souborový systém pro operační systém Linux. Umožňuje transparentně připojit několik zdrojových souborových systémů „přes sebe“, takže vzniklý adresář obsahuje soubory a adresářovou strukturu ze všech z nich. 
Podobně jako u jiných sjednocujících systémů je typickým využitím kombinování souborového systému uloženého na datovém médiu pouze pro čtení (například zcela nezapisovatelné CD-ROM nebo EEPROM se snahou neopotřebovat ji častým zapisováním) se souborovým systémem uloženým na médiu umožňujícím bezproblémový zápis (pevný disk, ramdisk). Další využití je při virtualizaci na úrovni operačního systému – takto je OverlayFS využíván Dockerem.
První verze OverlayFS byla vytvořena v roce 2010 a už v roce 2011 jej využíval projekt OpenWrt. K začlenění do hlavní větve jádra došlo  v roce 2014 ve verzi jádra 3.18. Nejedná se o první sjednocující souborový systém pro Linux, staršími takovým souborovými systémy populárními u živých distribucí byly Aufs a UnionFS, ale ani jeden z nich nebyl začleněn do hlavní větve jádra.